# 德拉厄市鎮
德拉厄市鎮（丹麥語：Dragør Kommune，發音：[ˈtʁɑːwˌøɐ̯ˀ kʰoˈmuːnə]）是丹麥的一個市鎮，位於西蘭島東南部對開的阿邁厄島南岸，屬首都大区。面積18.14平方公里，2009年人口13,411人。行政中心为德拉厄。